# Авторское право в Бразилии
Авторское право в Бразилии юридически определяет права авторов творческих и художественных произведений в соответствии с бразильским законодательством. Основным документом, регламентирующим авторское право в Бразилии, является Закон об авторском праве и смежных правах от 19 февраля 1998 года № 9610.
Порядок регистрации авторского права в Бразилии регулируется законом от 14 декабря 1973 года № 5988. Однако, как и в других государствах, защита авторских прав на произведения интеллектуальной собственности происходит автоматически и регистрация не является обязательной, хотя и даёт автору некоторые преимущества.
Срок охраны авторского права в Бразилии, как и в большинстве стран, составляет 70 лет после смерти автора.

## История

### Международная ситуация
Как и во многих других развивающихся странах после Второй мировой войны, подходы Бразилии к интеллектуальной собственности были созданы благодаря заимствованию стратегии стимулирования роста местной промышленности. Важными элементами этих стратегий стали высокие тарифы на импортные товары и узкие рамки для патентуемых технологий.
Так как Соединённые Штаты оказали влияние на усиление глобальных норм интеллектуальной собственности в конце 1970-х и 1980-х годов (в частности благодаря обновлению Закона об авторском праве США 1976 года, большинство стран-экспортеров интеллектуальной собственности пересмотрели свои законы в сторону расширения правовой охраны, распространяя её на области технологических инноваций, включая фармацевтику и программное обеспечение. Наиболее быстро развивающиеся экономики не хотели этому следовать. Бразилия, Индия и Южная Корея, в частности, поддерживали низкий уровень защиты интеллектуальной собственности для таких товаров, что вызывало острые споры с США в 1980-х годах.
| Special 301 для Бразилии | Special 301 для Бразилии | Special 301 для Бразилии | Special 301 для Бразилии | Special 301 для Бразилии | Special 301 для Бразилии |
| Год                      | PFC                      | PWL                      | WL                       | SM                       | U                        |
| ------------------------ | ------------------------ | ------------------------ | ------------------------ | ------------------------ | ------------------------ |
| 1989                     |                          |                          |                          |                          |                          |
| 1990                     |                          |                          |                          |                          |                          |
| 1991                     |                          |                          |                          |                          |                          |
| 1992                     |                          |                          |                          |                          |                          |
| 1993                     |                          |                          |                          |                          |                          |
| 1994                     |                          |                          |                          |                          |                          |
| 1995                     |                          |                          |                          |                          |                          |
| 1996                     |                          |                          |                          |                          |                          |
| 1997                     |                          |                          |                          |                          |                          |
| 1998                     |                          |                          |                          |                          |                          |
| 1999                     |                          |                          |                          |                          |                          |
| 2000                     |                          |                          |                          |                          |                          |
| 2001                     |                          |                          |                          |                          |                          |
| 2002                     |                          |                          |                          |                          |                          |
| 2003                     |                          |                          |                          |                          |                          |
| 2004                     |                          |                          |                          |                          |                          |
| 2005                     |                          |                          |                          |                          |                          |
| 2006                     |                          |                          |                          |                          |                          |
| 2007                     |                          |                          |                          |                          |                          |
| 2008                     |                          |                          |                          |                          |                          |
| 2009                     |                          |                          |                          |                          |                          |
| 2010                     |                          |                          |                          |                          |                          |
| 2011                     |                          |                          |                          |                          |                          |
| 2012                     |                          |                          |                          |                          |                          |
| 2013                     |                          |                          |                          |                          |                          |
| 2014                     |                          |                          |                          |                          |                          |
| 2015                     |                          |                          |                          |                          |                          |

Этот период породил много разногласий в отношениях Бразилии и США в сфере защиты интеллектуальной собственности. Это происходило, во-первых, в контексте попыток США свернуть защиту Бразилией её зарождающейся компьютерной индустрии (1985) и позже по отношению к попыткам США принудить Бразилию принять фармацевтические патенты (1987). Бразилия быстро согласилась с требованиями США в первом случае, устанавливая авторское право на программное обеспечение и избавляясь от ограничения на импорт компьютерной техники, однако отклонила требования по фармацевтике, что привело к санкциям со стороны США в рамках специального 301 процесса (англ. Special 301) по американскому Закону о Торговле в 1989 году. Суть создания Торговым представительством США «Special 301» заключается в наблюдении за странами, имеющими проблемы с защитой некоторых авторских прав, и проведении двусторонних или многосторонних переговоров для решений по открытости/закрытости какого-либо сегмента рынка США для определённого государства. При составлении первого отчёта «Special 301», Бразилия наряду с Индией, Мексикой, КНР, Южной Кореей, Саудовской Аравией, Тайванем и Таиландом попала в «Список приоритетного наблюдения» (англ. Priority Watch List).
При подготовке к созданию Всемирной торговой организации (ВТО), обязательства фармацевтических компаний в сфере интеллектуальной собственности стали более строгими и Бразилии пришлось отказаться от своей позиции в 1990 году для возможности вступления в ВТО.
К концу 1990-х годов давление Торгового представительства США на Бразилию возобновилось, на этот раз причиной послужила предполагаемая неудача принудительного применения авторского права. В 2000 году Международный альянс интеллектуальной собственности (МАИС) внёс в реестр петицию, требующую пересмотра торговых привилегий Бразилии по программе Всеобщей системы преференций, удовлетворенную в 2001 году. В 2002 году Торговое представительство США вернуло Бразилию в свой «Список приоритетного наблюдения», где она находилась до 2006 года. С момента создания специального 301 процесса в 1989 году Бразилия появлялась в «Списке наблюдения» (WL) 14 раз, в «Списке приоритетного наблюдения» (PWL) 10 раз и единожды среди «Приоритетных зарубежных стран» (PFC) (наивысший уровень и сигнал для начала торговых санкций).
Являясь главным торговым партнёром Бразилии, США поставили латиноамериканскую страну под угрозу новых торговых санкций. Это возымело действие, и правительство Бразилии пересмотрело свои подходы к принудительному применению прав. Первые годы существования «Special 301» Бразилия подвергалась постоянной критике за её якобы неадекватные стандарты охраны авторского права. Когда страна в середине 1990-х годов ввела новое, совместимое с ТРИПС законодательство об интеллектуальной собственности, ТП США ответило одобрительно. В качестве поощрения за принятие Бразилией в 1998 году «современных законов для защиты программного обеспечения для компьютеров и авторского права» она была исключена из списка «Special 301» впервые за всю историю существования программы.

### После принятия закона
Бразильский «Закон об авторском праве и смежных правах», принятый в 1998 году, выходит за пределы требований ТРИПС в ключевых моментах. Когда он вступил в силу, срок охраны авторских прав был увеличен с 60 лет после смерти автора до 70, а минимальный срок стандарта Бернской конвенции составляет 50 лет. Обход уровней технической защиты, таких, например, как шифрование DVD, был признан гражданским правонарушением, а список исключений и ограничений в отношении авторского права был значительно сужен. 
Всё же на практике некоторые исключения и ограничения в Бразилии далеко не соответствовали международным стандартам. Например, с основными правилами заимствования «малых отрывков» более крупных произведений, а также двусмысленность в толковании пунктов, благодаря которой многие руководства не поддаются интерпретации.

### Реформа авторского права
Реформа авторского права начала обсуждаться в Министерстве культуры в 2005 году. Было проведено несколько конференций, названных Национальным форумом по правам авторов. Цель форума — обратить внимание на недостатки бразильского закона об авторском праве. Одной из главных тем конференций была роль исполнительной власти в вопросах авторского права, включая предложение вернуться к активному наблюдению за обществами, собирающими роялти в пользу музыкальных правообладателей. В июне 2010 года Министерство культуры издало свой билль проекта реформы авторского права и вынесло его на общественное обсуждение.

## Объекты авторского права
Правовая охрана нормами авторского права распространяется в Бразилии на следующие произведения:
- тексты литературных, артистических или научных произведений;
- лекции, проповеди и другие подобные произведения;
- драматические и драматическо-музыкальные произведения;
- хореографические произведения и произведения мимов, которые описаны в письменной форме;
- музыкальные композиции со словами или без них;
- фотографические произведения, а также иные произведения, созданные посредством процессов, аналогичных фотографии;
- рисунки, картины, гравюры, скульптуры, литографии;
- иллюстрации, карты и иные подобные произведения;
- макеты и трехмерные работы, касающиеся географии, топографии, архитектуры, садового планирования и науки;
- адаптации, переводы и другие преобразования оригинальных работ, представленных как новые интеллектуальные создания;
- аудиовизуальные произведения (как со звуком, так и без него), включая кинематографические работы;
- компьютерные программы;
- составные произведения или компиляции, антологии, энциклопедии, словари, базы данных и другие произведения, которые созданы интеллектуальным трудом.

Ряд объектов в Бразилии не подлежит охране нормами авторского права. К ним относятся:
- идеи, нормативные процедуры, системы, методы или математические проекты, или понятия;
- диаграммы, планы или правила для мыслительной деятельности, игр или предпринимательской деятельности;
- незаполненные бланки, предназначенные для заполнения, включая все виды научной или другой информации, и инструкции, сопровождающие их;
- тексты соглашений или конвенций, законов, декретов, инструкций, судебных решений и других официальных документов;
- информация, содержащаяся в календарях, дневниках, регистрах или легендах;
- отдельные названия и титры;
- промышленные или коммерческие реализации идей, воплощенные в работах.

Особое внимание в Бразилии уделяется названиям произведений. Закон предписывает, что охрана авторским правом может быть распространена на название работы при том условии, что оно оригинально и не может быть «смешано» с подобным произведением, созданным ранее другим автором. Этот аспект права по отношению к периодическим публикациям действует в течение года. Два года защищаются названия ежегодных публикаций.

## Субъекты авторского права
Соавторство в законе об авторском праве признаётся и защищается лишь в том случае, если соавтор внёс довольно существенный вклад в произведение, а не просто контролировал его создание или обновлял. Соавторами аудиовизуальной работы могут считаться режиссёр, автор сценария или композитор, в зависимости от специфики работы. Соавторами мультипликационной аудиовизуальной работы признаются также мультипликаторы.
Закон об авторском праве предписывает охрану каждому индивидуальному вкладу в произведение. Любой из соавторов может потребовать не упоминать его имя, но экономические права распределяются в соответствии с договором, независимо от упоминания имён.

## Свободное использование произведений
В авторском праве Бразилии существуют нормы о свободном использовании произведений, охраняемых авторским правом. В этих случаях авторское право не применяется:
- воспроизведение произведения в периодической печати с упоминанием автора и источника печати;
- воспроизведение для инвалидов (например, со шрифтом Брайля), подразумевающее отсутствие корыстных целей;
- свободное использование разрешено для портретов людей или сходных форм идентификации личности;
- цитирование в научных, критических и полемических целях при строгой оправданности цитирования с указанием автора и источника;
- охрана не распространяется на записи, созданные в процессе обучения. Однако публикация таких записей запрещена без предварительного разрешения преподавателя, проводившие те или иные обучающие занятия;
- использование охраняемых авторским правом объектов коммерческим организациям с целью демонстрации клиентам, при условии, что они продают такой товар;
- использование произведений как доказательств или улик на судебных и административных процессах;
- допускается «заимствование» для создания нового произведения с условием, что первое не станет основной частью второго;
- воспроизведение музыкальных произведений в домашних условиях или в целях обучения.